# Dominigg Gáspár
Dominigg Gáspár (Kőszeghy Gáspár) (? – 1866 eleje) orvos.

## Élete
Pesti származású, homeopátiás orvos volt Pécsett, 1865 nyarától Egerben, ahol nevét Kőszeghyre változtatta, majd azon év decemberében megtébolyodott, s nem sokkal később meghalt.

## Munkái
- De amaurosi, dissertatio inaug. ophthalmologico-medica. Pestini, 1844.

A csúznak hasonszenvi gyógyítása című munkára előfizetést hirdetett, de műve kéziratban maradt.
A Hasonszenvi Lapokba írt (1864–65. A kisdedek neveléséről, Az újszülöttek körüli első gondokról, A dajkák, A sósavany jellemzése, Kénélegsav, Légélegsav, acidum nitricum); a Hasonszenvi Közlönyben is több cikke jelent meg.